# Гострячка довгозубчаста
Гострячка довгозубчаста (Lophozia longidens) — вид печіночників порядку юнгерманіальних (Jungermanniales).
Вид вважається синонімом до Lophoziopsis longidens (Lindb.) Konstant. & Vilnet

## Поширення
Батьківщиною є Європа, Північна Америка.
Росте в помірно сухих або помірно вологих, від світлих до частково затінених, з низьким вмістом вапна, кислих місцях на скелях, у щілинах газону, на корі дерев і відкритих коренях і рідко на мертвій деревині.

## Характеристика
Вид утворює зелені або коричнево-зелені килимки, які виглядають червонувато-коричневими через численні тільця для розмноження. Рослини 1-2 см завдовжки і до 1,5 мм завширшки, лежать, кінці пагонів піднімаються. Щільні, косі, виступаючі та спрямовані вперед листки мають яйцювату чи прямокутну форму. У верхній третині вони поділяються на дві рогоподібні частки з розрізом від прямокутної до півмісяцевої. Клітини листків тонкостінні, кути клітин трохи потовщені. Кожна клітина містить від 7 до 14 масляних тілець. Підлистки відсутні. Статевий розподіл дводомний. Спорогони зустрічаються (дуже) рідко. Виводкові тіла майже завжди утворюються у великій кількості на кінчиках самих верхніх листків; вони червонувато-коричневі, багатокутні та одно-двоклітинні.